# Stop Killing Games
Stop Killing Games (em tradução literal, "Parem de Matar Videojogos") é um movimento de consumidores iniciado por Ross Scott, tendo como principal objetivo preservar a jogabilidade dos produtos mesmo após o fim do suporte pelas desenvolvedoras. O movimento ganhou força após o encerramento dos servidores de The Crew, um jogo da desenvolvedora francesa Ubisoft.
Embora The Crew fosse um jogo de corridas automotivas e contasse com modos singleplayer, o título exigia uma conexão constante com a internet para fins de licensing. Deste modo, com o fim dos servidores oficiais, o jogo se tornou efetivamente "morto", muito embora ainda seja comercializado em estado inoperável.
A iniciativa rapidamente ganhou popularidade, sendo reportada por vários YouTubers e fontes de notícias. O movimento gerou várias petições governamentais.

## Contexto
The Crew foi um jogo de corrida de 2014 publicado pela Ubisoft que precisava de conexão constante com a internet para jogar, inclusive no modo single-player; ao tentar iniciar o jogo offline, que resulta numa tela de erro. No dia 15 de dezembro de 2023, a Ubisoft retirou The Crew das lojas digitais e anunciou que os servidores do jogo seriam desligados do dia 1 de abril de 2024, tornando o jogo injogável.

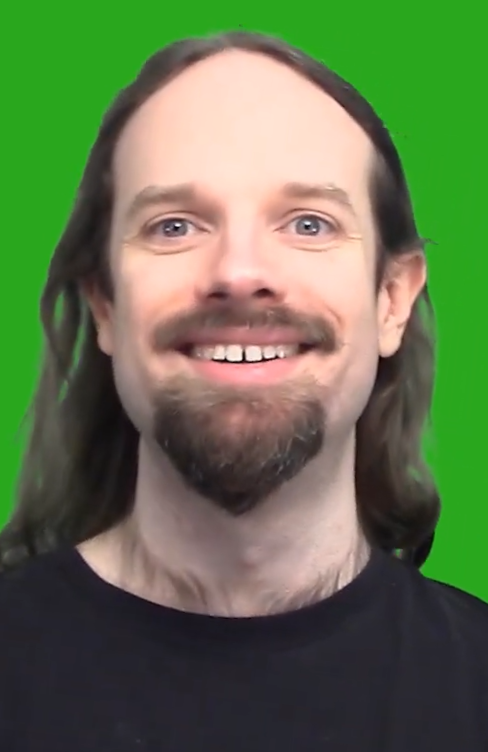
Scott em 2021

Ross Scott é um YouTuber conhecido principalmente por sua série de machinima Freeman's Mind. Ele critica o encerramento dos jogos somente online, descrevendo a prática como um "ataque aos direitos do consumidor e à preservação da média" e comparando-a aos estúdios de cinema durante a era do cinema mudo "a queimar os seus próprios filmes após exibi-los para recuperar a prata", ao mesmo tempo, em que aponta que "⁣a maioria dos filmes daquela época foi-se para sempre". Em 2019, Scott criticou os jogos como serviço, chamando-os de "⁣fraude".
Em abril de 2024, após The Crew ser encerrado, Scott lançou um vídeo no seu canal do YouTube apresentando o Stop Killing Games e lançou um site para a iniciativa. O site incentiva os visitantes a votar em petições para forçar os desenvolvedores a fornecer maneiras de continuar a jogar após o fim do suporte, como adicionar um modo offline ou a capacidade de hospedar servidores privados. Ele também lançou várias petições na Direção-Geral da Concorrência, dos Assuntos do Consumidor e da Proteção contra Fraudes na França, uma petição do Parlamento do Reino Unido e a Iniciativa de Cidadãos Europeus na União Europeia, a última das quais obteve mais de 350.000 assinaturas nos primeiros dois meses.
O governo do Reino Unido respondeu à petição do Parlamento, afirmando que "não existe qualquer exigência na legislação do Reino Unido que obrigue as empresas e os fornecedores de software a oferecerem suporte a versões mais antigas dos seus sistemas operativos, software ou produtos conectados". Em 2025, a petição foi interrompida devido a uma eleição geral. Uma nova petição foi iniciada, rapidamente obtendo mais de 10.000 assinaturas, o que era a quantidade necessária para uma resposta garantida do governo. Em fevereiro de 2025, o governo do Reino Unido respondeu à nova petição, afirmando que "não tinha planos de alterar a legislação do consumidor sobre obsolescência digital", mas salientando que "se os consumidores forem levados a acreditar que um jogo permanecerá jogável indefinidamente para certos sistemas, apesar do fim do suporte físico, o CPR pode exigir que o jogo permaneça tecnicamente viável [...] para jogar nessas circunstâncias".
Embora a Iniciativa de Cidadãos Europeus tenha recebido muitas assinaturas no início, ela perdeu rapidamente a força, estagnando em cerca de 500.000 assinaturas, o que representa 50% do valor necessário para que os representantes da Comissão Europeia tomassem medidas. Em 2025, Scott publicou um vídeo para lembrar as pessoas da petição e para destacar que o problema com as assinaturas insuficientes "não é fazer com que os jogadores se importem com os jogos; é fazer com que as pessoas se importem com qualquer coisa".

## Reações
Após o lançamento do vídeo de introdução do Stop Killing Games, ele rapidamente ganhou visualizações e foi coberto por vários fontes de notícias sobre jogos e YouTubers.
Jason Thor Hall, criador de Heartbound, criticou a iniciativa num vídeo no seu canal do YouTube Pirate Software. Por sua vez, Scott criticou o vídeo de Hall, afirmando que ele “não entendeu a campanha” e “inventou” informações.

### Ubisoft
A Ubisoft recusou-se inicialmente a comentar na situação com The Crew. Após uma forte reação dos jogadores, alimentada em parte pela iniciativa Stop Killing Games, de acordo com a PC Gamer, a Ubisoft prometeu adicionar um modo offline ao The Crew 2 e ao The Crew Motorfest, embora o descontinuado The Crew não tenha sido mencionado. Em abril de 2025, a Ubisoft publicou um vídeo sobre o próximo modo offline para The Crew 2, afirmando que nem todos os recursos estarão disponíveis offline e que os testes do modo offline começaram no dia 30 de abril. O modo offline do Motorfest continua planeado.

### Lei
Em setembro de 2024, foi assinada uma nova lei na Califórnia AB 2426 que obriga as lojas digitais a divulgar o que o utilizador irá receber após fazer uma transação para acessar produtos digitais, tornando ilegal o uso dos termos "comprar" e "adquirir", enquanto fornece apenas uma licença que pode ser revogada a qualquer momento - uma prática comum entre as lojas digitais. A lei não se estende aos jogos que podem ser jogados offline permanentemente. A lei entrou em vigor no dia 1 de janeiro de 2025. Em outubro de 2024, o Steam adicionou uma isenção de responsabilidade de que a compra de um jogo apenas concede uma licença. GOG.com, uma loja virtual sem DRM, respondeu à lei publicando um banner conceitual que afirma que os instaladores de jogos offline do GOG "não podem ser retirados".